# 願いの詩/太陽
『願いの詩/太陽』（ねがいのうた / たいよう）は、コブクロ5枚目のシングル。2002年7月10日発売。発売元はワーナーミュージック・ジャパン。

## 解説
- 前作『風』から約5か月を置いてのシングル。オリコン初登場14位。
- 「願いの詩」は朝日放送系列で毎年夏に放送されている『全国高校野球選手権大会中継』の2002年度オープニングテーマとなった。ちなみに前年度の2001年はフォークデュオとしての先輩である19の楽曲がテーマソングとなっていた。
- 「太陽」はインディーズ時代から歌われている曲で、小渕のコメントによれば「バラードだらけだった当時では異色のアップテンポ曲」。転入生（というより両親が転勤族の娘）に惚れやすかった自分自身がモデルになっているようである。折角恋をして仲も良くなったのに最後には相手が転校してしまうというオチになっており、演奏終了直後に小渕が「転校しちゃった…。」と嘆き、それに対して黒田が笑う様子が小さい音ながら吹き込まれている。
- カップリングの「ゆらゆら」はコブクロの楽曲で最も演奏時間が短い曲（2分27秒）で、アルバム未収録。
- このシングルの発売当時のテレビCMでは、タレントのテリー伊藤が出演していた。

## 収録曲
全曲作詞・作曲：小渕健太郎、編曲:笹路正徳
1. 願いの詩
  - 朝日放送・第84回全国高校野球選手権大会中継オープニングテーマ
2. 太陽
  - ロッテスイカバーCMソング
3. ゆらゆら
4. 願いの詩 (Instrumental)
5. 太陽 (Instrumental)

## その他
- このシングルは2002年当時CCCD仕様での発売がされていた。その後のワーナーミュージック・ジャパンのCCCDの生産終了を受けて、通常音楽CD仕様で2005年8月23日に再発売された。
- コブクロの作品でCCCDなのはこのシングルのみである。

## 楽曲の収録アルバム
- grapefruits (#1,2)
- ALL SINGLES BEST (#1,2)
- ALL TIME BEST 1998-2018(#1,2)
- Seasons Selection〜Summer〜 (#1,2)
- ALL SEASONS BEST (#1,2)

※「ゆらゆら」はアルバム未収録

## ライブ映像・音源作品
| 曲名     | 発売年 | 規格        | 作品名                                                           | 収録日         |
| -------- | ------ | ----------- | ---------------------------------------------------------------- | -------------- |
| 願いの詩 | 2007年 | DVD/Blu-ray | KOBUKURO LIVE TOUR '06 "Way Back to Tomorrow"FINAL               | 2006年12月3日  |
| 願いの詩 | 2011年 | DVD/Blu-ray | KOBUKURO STADIUM LIVE 2010〜OSAKA・TOKYO・MIYAZAKI〜             | 2010年10月10日 |
| 願いの詩 | 2012年 | CD          | ALL SINGLES BEST 2 (初回限定盤B)                                 | 2006年12月3日  |
| 願いの詩 | 2015年 | DVD/Blu-ray | KOBUKURO LIVE TOUR 2015 "奇跡" FINAL at 日本ガイシホール         | 2015年8月30日  |
| 太陽     | 2004年 | DVD         | コブクロ LIVE! GO! LIFE!                                         | 2003年4月27日  |
| 太陽     | 2007年 | DVD/Blu-ray | KOBUKURO LIVE TOUR '06 "Way Back to Tomorrow"FINAL               | 2006年12月3日  |
| 太陽     | 2012年 | CD          | ALL SINGLES BEST 2 (初回限定盤B)                                 | 2003年4月27日  |
| 太陽     | 2014年 | DVD/Blu-ray | KOBUKURO LIVE TOUR 2014 "陽だまりの道" FINAL at 京セラドーム大阪 | 2014年7月20日  |
| 太陽     | 2020年 | DVD/Blu-ray | KOBUKURO 20TH ANNIVERSARY LIVE IN MIYAZAKI                       | 2018年9月16日  |
| 太陽     | 2020年 | DVD/Blu-ray | KOBUKURO 20TH ANNIVERSARY TOUR 2019 "ATB" at 京セラドーム大阪    | 2019年7月21日  |
| 太陽     | 2025年 | DVD         | THIS IS MY HOMETOWN (ファンサイト会員限定盤)                     | 1999年11月12日 |
| ゆらゆら |        |             | 未収録                                                           |                |